# Guru Agung (Pajar Bulan)
Guru Agung is een bestuurslaag in het regentschap Lahat van de provincie Zuid-Sumatra, Indonesië. Guru Agung telt 1106 inwoners (volkstelling 2010).